# Sedum andegavense
Sedum andegavense är en fetbladsväxtart som först beskrevs av Augustin Pyramus de Candolle och fick sitt nu gällande namn av Nicaise Auguste Desvaux. Arten ingår i fetknoppssläktet inom familjen fetbladsväxter. Den är närbesläktad med S. candollei och S. pedicellatum.
Sedum andegavense förekommer i västra och centrala Medlehavsområdet i Spanien, Portugal, centrala och södra Frankrike, på Korsika, Sardinien och i Marocko. Inga underarter finns listade i Catalogue of Life.
Det är en liten ettårig ört, med tjocka släta mörkgröna blad, rak rödaktig stam som ibland grenar sig från roten och mäter 6-10 cm. Knopparna är knubbiga, rödaktiga och sitter tätt medan blommorna är vit eller ljust gula.